# 풀러렌

C_{60}의 구조 (회전)

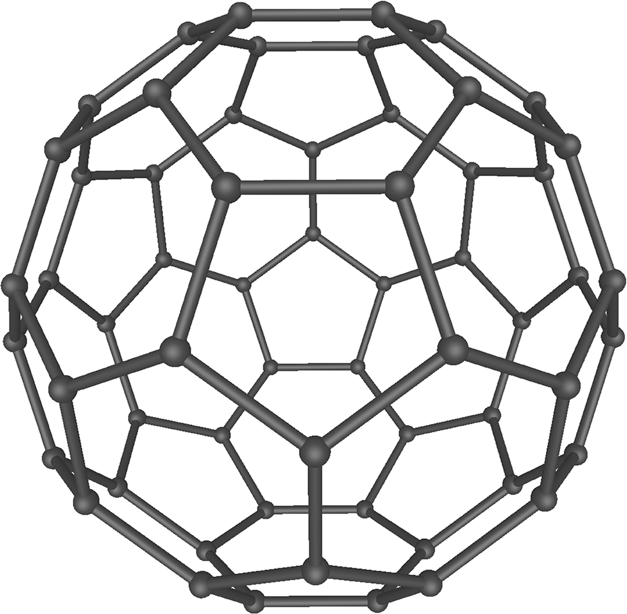
버크민스터풀러렌 C_{60}

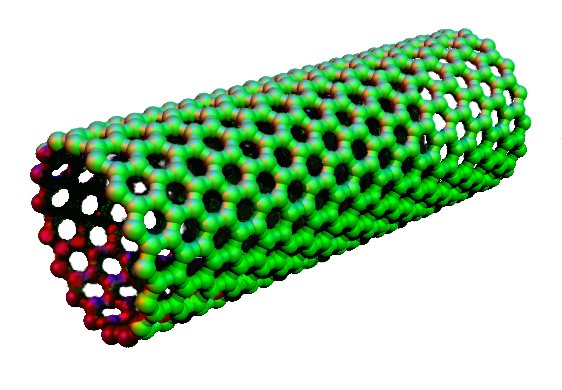
탄소 나노튜브

풀러렌(영어: Fullerene)은 탄소 원자가 구, 타원체, 원기둥 모양으로 배치된 분자를 통칭하는 말이다. 1985년에 처음 발견되었으며, 흑연 조각에 레이저를 쏘았을 때 남은 그을음에서 발견된 완전히 새로운 물질이다.
주로 탄소 원자 60개가 축구공 모양으로 결합하여 생긴 버크민스터풀러렌 (C60)을 말한다. 12개의 5원환과 20개의 6원환으로 이루어져 있으며, 각각의 5원환에는 5개의 6원환이 인접해 있다.
지름 약 1nm인 '나노 축구공'을 형성하는데, 풀러렌이라는 명칭은 이 구조와 같은 모양의 돔을 설계한 미국의 건축가 버크민스터 풀러(B. Fuller: 1895~1983)의 이름에서 유래한 것이다.
1990년 W 크래치머 등이 훗날 아크법으로 발전하는 풀러렌의 생성법을 발견한 이래 이에 대한 연구가 활발해졌다. 압력 약 50~600토르의 헬륨 기체 안에서 흑연을 전극으로 하여 아크방전을 하여 생성한 주석의 유기용매(벤젠, 톨루엔 등) 추출로 얻어진다. 이때 럭비공 모양의 C70이나, 소량이기는 하지만 보다 사이즈가 큰 C76, C78, C82, C90, C94, C96과 같은 고차 풀러렌도 생성된다.
풀러렌(C60)을 원료로 하여 2개가 연결된 모양의 2량체(C120)나 풀러렌폴리머((-C60-)n)도 합성되고 있는데, 이것은 가열하면 원래의 C60으로 되돌아간다. 
또한 C60에는 지름 0.4nm(0.4×10-9m)의 공간이 있고, 고차 풀러렌에서는 보다 큰 공간이 있기 때문에 금속내포 풀러렌도 만들 수 있다. 이것은 금속원자를 혼합한 흑연을 전극으로 하여 아크방전했을 때에 생성되는 것이다.
기름에 녹는 성질을 이용하여 풀러렌을 수지에 첨가해서 내구성이나 내열성을 높이거나 정전기의 제거, 잡음 필터로의 응용이 시도되고 있다. 이것을 이용해서 단단하고 날카로운 절삭 도구나 아주 단단한 플라스틱을 만드는 연구도 진행 중이다.
풀러렌에 20GPa의 압력과 2200K의 온도를 가하면 응집 다이아몬드 나노막대를 만들 수 있다. 이 물질의 경도는 다이아몬드의 1.17-1.52배이다.
풀러렌의 특징 중 하나는 우수한 전자 수용체 (n형 반도체)라는 것으로, 이로 인해 유기 전자 재료에 응용될 수 있다. 풀러렌은 유기 태양광에 사용되는 폴리머/풀러렌 혼합물을 제조하는 데 사용될 수 있으며, 이를 이용 하여 플러렌은 n형 반도체로 이용된다. 
플러렌의 전기적 특성은 전도성을 가지며 반도체나 초전도체로도 사용될수 있다. 전도성은 도핑에 의해 크기를 조정 할수 있다.
플러렌의 가장 큰 특징은 강력한 항산화 작용이다. 플러렌은 활성 산소에 신속히 반응하여 세포손상 이나 사망을 예방 할수 있는 것으로 연구 발표 되었다.

## 같이 보기
- 탄소
- 버크민스터풀러렌